# Anadagu, Turuvekere
Anadagu là một làng thuộc tehsil Turuvekere, huyện Tumkur, bang Karnataka, Ấn Độ.